# 陕西咨议局
陕西咨议局是1909年至1912年间在陕西省设立的咨议局。

## 历史
1907年，清政府预备立宪，决定于各省设立咨议局。1908年10月，陕西巡抚恩寿下令设立陕西咨议局筹办处。1909年10月16日，陕西咨议局正式宣告成立，王恒晋出任议长，郭希仁、李良材任副议长。辛亥革命爆发后，陕西咨议局撤销，改为成立陕西省临时议会。

## 议员
陕西咨议局议员共有66人，其中定额63人，驻防3人：
- 议长：王恒晋
- 副议长：郭忠清、李良材
- 议员：武豫泰、胡玶、刘维壔、可晋晃、窦枝芳、辛兆乙、贺象贤、姚健、白炳藻、陈景云、周镛、刘子俊、贾鸣凤、王铭丹、张志升、杨樾、曹延陵、李炳尧、井岳秀、刘维翰、张守愚、郭文选、吴泰、杨鸿宾、周树屏、史明鉴、朱家训、刘源森、韩英华、周本丰、冯鸣谦、熊竩周、柏平露、吴从周、韩谧、熊荣周、卢润瀛、陈振初、张建昌、刘文藻、傅学憼、欧阳阴、柳应元、马际泰、张希仲、黄肇修、王子培、张文蔚、程开云、王金章、张道鸿、赵玮、吴怀清、杨诗浙、梁守典、蒙汝香、赵城璧、高祖宪、马祝舆、杨泮林、音德本、阿勒吉春、金常